# Wikipédia en ouzbek
Wikipédia en ouzbek (en ouzbek : Oʻzbekcha Vikipediya) est l’édition de Wikipédia en ouzbek, langue turcique parlée principalement en Ouzbékistan. L'édition est lancée officiellement en décembre 2003 mais dans les faits en décembre 2004. Son code est : uz.
Au 20 mars 2025, l'édition en ouzbek contient 291 524 articles et compte 157 878 contributeurs, dont 451 contributeurs actifs et 13 administrateurs.

## Présentation

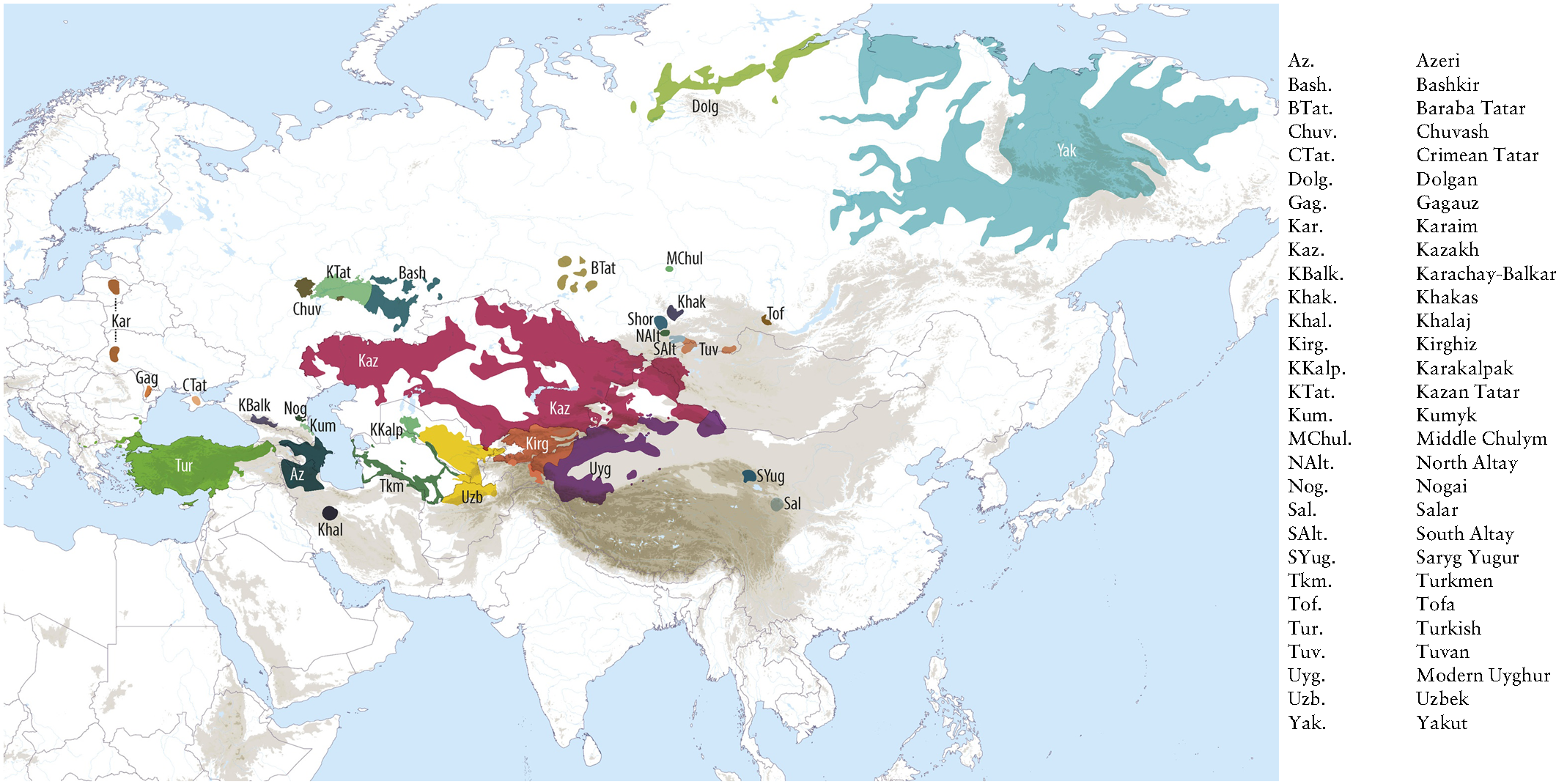
Aire de diffusion de l'ouzbek au sein des langues turciques.
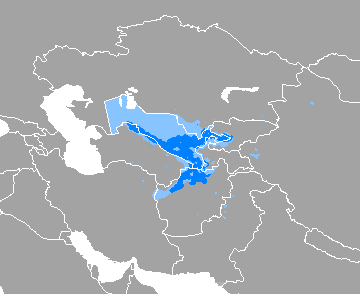
Aire de diffusion de l'ouzbek.

## Statistiques
- En août 2014, l'édition en ouzbek compte plus de 127 000 articles.
- Le 24 octobre 2022, elle contient 180 654 articles et compte 81 589 contributeurs, dont 889 contributeurs actifs et 20 administrateurs.
- Le 11 septembre 2024, elle contient 299 875 articles et compte 142 861 contributeurs, dont 500 contributeurs actifs et 16 administrateurs.